# Chlorophytum nervosum
Chlorophytum nervosum är en sparrisväxtart som beskrevs av Inger Nordal och Mats Thulin. Chlorophytum nervosum ingår i släktet ampelliljor, och familjen sparrisväxter. Inga underarter finns listade i Catalogue of Life.